# Panzerausbildungsverband Ostsee
Der Panzerausbildungsverband Ostsee war während des Zweiten Weltkriegs ein kurzlebiger gepanzerter Kampfverband der Wehrmacht.

## Geschichte
Der Panzerausbildungsverband Ostsee wurde am 28. März 1945 im Zuge der Aktion Leuthen; Verlegung von Ausbildungseinheiten der Panzertruppen in Frontnähe; aus Angehörigen diverser Ausbildungseinheiten der Panzertruppe und Resten anderer Verbände im Raum Prenzlau aufgestellt. Die Unterstellung erfolgte zur Verfügung unter die Heeresgruppe Weichsel. Weitere sogenannte Panzerausbildungsverbände wurden gebildet, welche in der grundsätzlichen Aufstellung als Brigade ausgeprägt waren.
Am 16. April 1945 wurde für die Stellenbesetzung vermerkt, dass der Verband aus folgenden Einheiten bestand und alle Offiziersstellen dafür besetzt seien:
- Panzer-Abteilung mit vier Kompanien
- vier Panzergrenadier-Bataillone mit 27 Kompanien
- Panzeraufklärungs-Abteilung mit vier Kompanien
- Panzerjäger-Abteilung mit fünf Kompanien
- Panzer-Pionier-Bataillone mit fünf Kompanien
- Panzer-Nachrichten-Abteilung mit zwei Kompanien
- Flak-Kompanie

## Vorgesehene Gliederung
- Stab aus Stab der Panzer-Brigade 104, tatsächlich aber auf Stab der 227. Infanterie-Division
- Panzer-Regiments-Stab Coburg (auch Panzer-Ausbildungs-Regiment Ostsee C bezeichnet)
- Panzer-Ausbildungs-Abteilung 5 Neuruppin (Wehrkreis III): trat nicht zum Verband
- Panzer-Ausbildungs-Abteilung 13 Braunschweig (Wehrkreis XI)
- Panzergrenadier-Ausbildungs-Regimenter 1 und 2: Stäbe wären neu zu bilden (auch als Panzergrenadier-Ausbildungs-Regimenter Ostsee A und B bezeichnet)
- Panzergrenadier-Ausbildungs-Bataillon 5 Usedom (Wehrkreis II): trat nicht zum Verband
- Panzergrenadier-Ausbildungs-Bataillon 73 Salzwedel (Wehrkreis XI)
- Panzergrenadier-Ausbildungs-Bataillon 76 Hamburg (Wehrkreis X): trat nicht zum Verband
- Panzergrenadier-Ausbildungs-Bataillon 90 Hamburg (Wehrkreis X)
- Panzer-Aufklärungs-Ausbildungs-Abteilung 3 Stahnsdorf (Wehrkreis III): trat nicht zum Verband
- Panzer-Aufklärungs-Ausbildungs-Abteilung 6 (halb) Iserlohn (Wehrkreis VI): trat nicht zum Verband
- Panzer-Pionier-Ausbildungs-Bataillon 208 Rathenow (Wehrkreis III)
- Panzer-Nachrichten-Ausbildungs-Abteilung 82 (halb) Magdeburg (Wehrkreis XI)

ebenfalls war vorgesehen, die folgenden Einheiten einzugliedern:
- Scharfschützen-Lehrgang Wehrkreis X
- Heeres-Unteroffizierschule für Panzergrenadiere in Putlos
- Fahnenjunkerschule 2 der Panzertruppen Munsterlager